# Zingiber sulphureum
Zingiber sulphureum är en enhjärtbladig växtart som beskrevs av Isaac Henry Burkill och Ida Theilade. Zingiber sulphureum ingår i släktet Zingiber och familjen Zingiberaceae. Inga underarter finns listade i Catalogue of Life.